# 伊東みやこ
伊東 みやこ（いとう みやこ、1969年2月23日 - ）は、日本の女性声優。岩手県盛岡市出身。賢プロダクション所属。

## 略歴
ミュージカル劇団研究生を経て、劇団目覚時計に入団。座長公演を果たしたことで退団。
しばらく芸能活動から離れていたが、1日限りだったアルバイト派遣先で、劇団時代に世話になっていたかないみかのイベントポスターを発見して、昼休み、電器店隣のドーナツ屋でドーナツを買っていたところ再会を果たしたのがきっかけで声優としての活動を始める。

## 人物
声優としては、アニメを中心に活躍。初めてオーディションで受かった役は『まんがはじめて面白塾』のゴン左衛門。
アニメーション監督の本郷みつるが監督を務める作品に多く出演している。
特技は東北弁、歌唱。趣味はバードウォッチング、読書、水泳、スキー。

## 出演
太字はメインキャラクター。

### テレビアニメ
1999年
- キョロちゃん（1999年 - 2001年、キョロちゃん）

2001年
- シャーマンキング（ミリー）
- 電脳冒険記ウェブダイバー（原ツバサ、財津ミヨ）
- ピロッポ（エンパ）

2002年
- 電光超特急ヒカリアン（ブラッチャールドジラス）
- ヒカルの碁（洪秀英）
- ポケットモンスター（ガルーラ子、ヨーギラス）

2003年
- アストロボーイ・鉄腕アトム（マシュマロ）
- カスミン（BZ）
- ふぉうちゅんドッグす（パグボー）
- ポケットモンスター アドバンスジェネレーション（2003年 - 2006年、ハスボー→ハスブレロ、フシギダネ、ユキワラシ、エイパム 他）
- ポケットモンスター サイドストーリー（2003年 - 2004年、ヤミラミ、ちびフシギダネ）
- マーメイドメロディーぴちぴちピッチ（2003年 - 2004年、ヒッポ / ヒポカンポス、マミ） - 2シリーズ

2004年
- かいけつゾロリ（赤ちゃん、おばちゃん）
- B-伝説! バトルビーダマン（2004年 - 2005年、リー・ユンファ） - 2シリーズ
- 妄想代理人

2005年
- IGPX（ベラ・ディマルコ）
- こてんこてんこ（2005年 - 2006年、こてんこ / まてんこ）
- とっとこハム太郎 はむはむぱらだいちゅ!（マジカルくん）
- ビューティフル ジョー（ミック）
- まじめにふまじめ かいけつゾロリ（2005年 - 2006年、幼いゾロリ、ワラビー、チビお化け、プッペ）

2006年
- それいけ!アンパンマン（2006年 - 2010年、いないいないバルーン〈2代目〉、アクアちゃん〈初代〉）
- ぷるるんっ!しずくちゃん（2006年 - 2013年、しずくちゃん） - 3シリーズ
- ポケットモンスター ダイヤモンド&パール（2006年 - 2011年、サトシ→ヒカリのエイパム、ナタネのナエトル、タケシのピンプク→ラッキー、メリッサのフワンテ→フワライド、ショウのライチュウ、ジンダイのレジアイス、ミコト、カズナリのワニノコ、ゴロウ 他） - 1シリーズ + 特別編

2007年
- デルトラクエスト（クリー、ジョアンナ、スニック）
- ロビーとケロビー（2007年 - 2008年、ケロビー）

2008年
- しましまとらのしまじろう（ウソじろう）
- スティッチ!（ピーコ）
- のらみみ（9B） - 2シリーズ
- ペンギンの問題（2008年 - 2013年、木下ベッカム） - 4シリーズ

2009年
- クプ〜!!まめゴマ!（ソーダくん）
- スティッチ! 〜いたずらエイリアンの大冒険〜（ピーコ）

2010年
- 刀語（彼我木輪廻）
- メタルファイト ベイブレード シリーズ（2010年 - 2012年、エンソ・グレイシー） - 3シリーズ

2011年
- ドラえもん（テレビ朝日版第2期）（2011年 - 2019年、主婦A、クロネコ、ピーアール、さきドリ、ガン子 他）

2012年
- 黒魔女さんが通る!!（ロリポップ、ココア）
- ポケットモンスター ベストウイッシュ シーズン2（マーサ）
- リトル・チャロ〜東北編〜（サチ）

2014年
- キャプテン・アース（女主人）
- ちび☆デビ!（もっちー）

2015年
- 赤髪の白雪姫（キノ）
- うしおととら（おばちゃん）
- 銀魂゜（高裏華子）
- クレヨンしんちゃん（2015年 - 2023年、なすがまま、河童の行司、ニワトリ、ピーちゃん）
- Go!プリンセスプリキュア（フリーズ）
- パックワールド（ばあちゃん）
- ポケットモンスター XY（2015年 - 2016年、マダムピカチュウ、ムサシのパンプジン、師長、ロボン 他） - 2シリーズ

2016年
- 夏目友人帳 伍（アワユキ）
- 忍たま乱太郎（2016年 - 2024年、竜王丸の妻〈2代目〉、通行人）
- モンスターハンター ストーリーズ RIDE ON（ピンク）

2017年
- トミカハイパーレスキュー ドライブヘッド 機動救急警察（宗像沙南江）
- 100%パスカル先生（木下ベッカム、女子1）

2018年
- 若おかみは小学生!（老夫婦、チビ龍）
- はねバド!（チヨー）

2019年
- 名探偵コナン（周防友子）

2022年
- もっと!まじめにふまじめ かいけつゾロリ（おばさん）

### 劇場アニメ
2002年
- パルムの樹（テジナ）

2003年
- 劇場版ポケットモンスター アドバンスジェネレーション 七夜の願い星 ジラーチ（ポケモンたち）
- それいけ!アンパンマン 怪傑ナガネギマンとドレミ姫（おおだいこんまん）
- おどるポケモンひみつ基地（ハスボー）

2004年
- 劇場版ポケットモンスター アドバンスジェネレーション 裂空の訪問者 デオキシス（アメタマ）

2005年
- 劇場版ポケットモンスター アドバンスジェネレーション ミュウと波導の勇者 ルカリオ（マネネ）

2006年
- 劇場版ポケットモンスターアドバンスジェネレーション ポケモンレンジャーと蒼海の王子 マナフィ（エイパム）

2007年
- 劇場版ポケットモンスター ダイヤモンド&パール ディアルガVSパルキアVSダークライ（エイパム）

2008年
- 劇場版ポケットモンスター ダイヤモンド&パール ギラティナと氷空の花束 シェイミ（ピンプク）

2009年
- 劇場版ペンギンの問題 幸せの青い鳥でごペンなさい（木下ベッカム）
- 劇場版ポケットモンスター ダイヤモンド&パール アルセウス 超克の時空へ（ピンプク）

2010年
- 劇場版ポケットモンスター ダイヤモンド&パール 幻影の覇者 ゾロアーク（モジャンボ）

2013年
- 映画かいけつゾロリ まもるぜ!きょうりゅうのたまご（子ゾロリ）

2015年
- クレヨンしんちゃん オラの引越し物語 サボテン大襲撃（サボちゃん）
- ピカチュウとポケモンおんがくたい（パンプジン）

2016年
- 映画ドラえもん 新・のび太の日本誕生（グリ）

2018年
- さよならの朝に約束の花をかざろう（老婆）
- 若おかみは小学生!（老夫婦）

### OVA
2005年
- ピカチュウのなつまつり（フシギダネ）

2006年
- ピカチュウのおばけカーニバル（カゲボウズ）
- 水木しげるの妖怪ワールド 恐山物語（倉ぼっこ）

2007年
- ピカチュウのわんぱくアイランド（エイパム）

2008年
- ピカチュウたんけんクラブ（エイパム）

2009年
- ピカチュウ 氷の大冒険（ピンプク）

2010年
- ピカチュウのキラキラだいそうさく!（ピンプク）

2011年
- ピカチュウのふしぎなふしぎな大冒険（ピンプク）

2015年
- おでまし小魔神フーパ（ミラ、ゴマゾウ）

### ゲーム
1998年
- GUNばれ!ゲーム天国（みーや）

1999年
- クッキングピコ

2001年
- ギガウイング2（デューイ） - ドリームキャスト版

2002年
- ヒカルの碁2（洪秀英）
- ヒカルの碁 院生頂上決戦（洪秀英）

2003年
- マーメイドメロディーぴちぴちピッチ（ヒッポ）

2004年
- マーメイドメロディーぴちぴちピッチ ぴちぴちっとライブスタート!（ヒッポ）
- 幻想水滸伝IV（チープー）

2005年
- Rhapsodia（チープー）

2006年
- みんなのテニス（テニ坊）

2007年
- Wii Fit（ウィーボ）

2008年
- ペンギンの問題 最強ペンギン伝説!（木下ベッカム）

2009年
- ペンギンの問題X 天空の7戦士（木下ベッカム）
- ポケパークWii 〜ピカチュウの大冒険〜（エイパム 他）

2010年
- ペン1グランプリ ペンギンの問題スペシャル（木下ベッカム）
- ペンギンの問題 ザ・ワールド（木下ベッカム）

2011年
- ファイナルファンタジー零式（フィールドボイス）
- ペンギンの問題 ザ・ウォーズ（木下ベッカム）

2016年
- ドラえもん 新・のび太の日本誕生（グリ）

2018年
- ドラガリアロスト（シシマイ）

### ラジオドラマ
- 私の世界に徳丹城はない（澪）[10]

### 吹き替え

#### 映画
- シーズ・オール・ザット

#### アニメ
- ウッディー・ウッドペッカー
- タイニートゥーンアドベンチャーズ
- ヘラクレス（子供）

### CD
- 課長の恋（チャッピー）
- ぷるるんっ!しずくちゃんシリーズ（しずくちゃん）
  - コロちゃんパック ぷるるんっ!しずくちゃん2 ※「しずくちゃんマーチ!」収録
  - ぷるるんっ!しずくちゃん ソングコレクション しずくの森のヒットパレード!! ※「しずくちゃんマーチ!」収録
  - ぷるるんっ!しずくちゃん ぷるるんっ!CDブック ※「しずくちゃんマーチ!」収録
  - ぷるるんっ!しずくちゃん オリジナルアルバム しずくの森の音楽会
  - ぷるるんっ!しずくちゃん あはっ☆ オリジナルアルバム ぷるおとファンタジー
  - ぷるるんっ!しずくちゃん あはっ☆ ソングアルバム ぷるそんぱー!! ※「しずくちゃんマーチ!」収録

### テレビ番組
- まんがはじめて面白塾（ゴン左衛門）
- おはコロシアム（木下ベッカムの声）
- ピラメキーノ（木下ベッカムの声）

### CM
- キョロちゃん
- コロコロコミック（木下ベッカム）
- 第27回次世代ワールドホビーフェア（木下ベッカム）
- セガトイズ ブルチとルーチ
- 東京サンライズ

### ナレーション
- 神奈川県水道記念館
- かまぼこ物語
- 税関物語
- 日本テレビ 番組切替予告
- ブレーメンの音楽隊

### 舞台
- ピノキオの冒険（ピノキオ）
- BABYBABY（BABY）

### その他コンテンツ
- 日テレブックマーク（ラジオ日本）

### シリーズ一覧
1. ↑  第1期（2003年 - 2004年）、第2期『ピュア』（2004年）
2. ↑  第1期（2004年）、第2期『炎魂（ファイヤースピリッツ）』（2005年）
3. ↑  第1期（2006年 - 2007年）、第2期『あはっ☆』（2007年 - 2008年）、第3期『ぴっちぴち♪しずくちゃん』（2012年 - 2013年）
4. ↑  テレビシリーズ（2006年 - 2010年）、特別編（2011年2月3日）
5. ↑  第1期（2008年）、第2期（2008年）
6. ↑  第1期（2008年 - 2010年）、第2期『MAX』（2010年 - 2011年）、第3期『DX?』（2011年 - 2012年）、第4期『POW』（2012年 - 2013年）
7. ↑  第2シーズン『爆』（2010年 - 2011年）、第3シーズン『4D』（2011年）、第4シーズン『ZEROG』（2012年）
8. ↑  『XY』（2015年）、『XY&Z』（2015年 - 2016年）